# Championnat d'Espagne de hockey sur glace 2007-2008
Saison précédente Saison suivante
La saison 2007-2008 est la 34e saison du championnat d'Espagne de hockey sur glace. Cette saison, le championnat porte le nom de Superliga Española.

## Contexte

### Passage à huit équipes
Longtemps, on a cru que le championnat allait se jouer à six voire cinq équipes. En effet, l'équipe du CH Val d'Aran Vielha a longtemps laissé planer le doute quant à sa participation cette saison. Malgré des finances limitées le club a néanmoins réussi à aligner une équipe.
Théoriquement la saison aurait dû voir six équipes mais au cœur de l'été, le club de Vitoria, le ARD Gasteiz refaisait surface et quittait le monde du roller hockey pour revenir sur la glace. La saison passée loin de la glace a permis au club d'assainir ses finances et ainsi revenir à son premier amour : la glace.
Malgré cela, le championnat ne se voyait pas bouleverser pour autant. Gasteiz n'a jamais eu pour habitude de viser le haut du tableau. Ainsi, Puigecrdà, avec son lot de tchèques et de slovaques semblait devoir survoler ce championnat, une fois de plus. La superstar espagnole Ivan Gracia ayant resigné, le club catalan avait toutes les cartes en main.
Mais ça, c'était avant l'affaire Anglet.

### L'affaire Anglet
À l'issue de la saison 2006-2007 de Ligue Magnus, le club d'Anglet se voyait reléguer sportivement en Division 1 après avoir perdu le match de maintien face aux Ducs de Dijon.
C'est à partir de ce moment-là que débute le feuilleton de l'été français qui trouvera finalement une solution espagnole.
Rappel des faits :
- Le 12 juillet, la F.F.H.G. publie une première liste des clubs validés en Division 1 : Anglet n'en fait pas partie.
- Le 30 juillet, lors de la publication de la seconde liste, Anglet n'est toujours pas validé mais placé en attente de décision. On apprend alors que le club souffre d'un lourd passif, ainsi que d'un redressement de l'URSAFF sur des erreurs comptables de 2002. Le club ne pouvant présenter les pièces comptables de l'époque encourt l'amende forfaitaire maximale (200 000 euros).
- Le 8 août, la sanction est connue : Anglet est relégué en Division 3.
- Le 9 août, après une réunion exceptionnelle, les joueurs décident de jouer bénévolement pour la saison afin d'alléger la masse salariale du club et ainsi réduire le déficit.
- Le 23 août, la F.F.H.G. recale à nouveau le dossier d'Anglet et propose un reclassement en Division 2.
- Le 24 août, à l'issue d'une nouvelle réunion, le club décide de se pourvoir auprès du C.N.O.S.F..
- Le 11 septembre se déroule la réunion au C.N.O.S.F., le lendemain, nouvelle réunion à la F.F.H.G. et confirme sa décision. Seulement, comme l'Hormadi a refusé de participer au championnat de Division 2, il se voit reléguer en Division 3, sans plus aucune possibilité sportive de faire appel. Leur dernière chance réside dans le Tribunal administratif.
- le 16 septembre, Anglet hésite à aller au T.A. en raison du coût élevé d'une telle procédure.
- le 3 octobre, le dernier chapitre est écrit : Anglet jouera bel et bien en Division 3 mais il jouera en parallèle la Superliga Española ! Cet engagement coûtera peu cher, notamment en frais de déplacement, et permettra de maintenir l'Hormadi dans une compétition intéressante.

Ainsi, le club de l'Hormadi d'Anglet jouera le championnat espagnol et remet en cause la supériorité présumée de Puigcerdà. En effet, l'équipe basque possède de nombreux bons joueurs dont Xavier Daramy (ex-membre de l'équipe de France), Patrice Bellier, Mickaël Wiart ou Xavier Lassalle...

## Clubs de la Superliga 2007-2008
- Orques d'Anglet
- FC Barcelone
- ARD Gasteiz
- CH Jaca
- Majadahonda HC
- CG Puigcerdà
- Txuri Urdin
- CH Vielha

## Première Phase

### Résultats
| Équipes     | Anglet | Barcelone | Gasteiz | Jaca   | Majadahonda | Puigcerdà | Txuri-Urdin | Vielha |
| ----------- | ------ | --------- | ------- | ------ | ----------- | --------- | ----------- | ------ |
| Anglet      |        | 10–1      | 4–1     | (15–3) | 10–1        | 2–3       | 9–2         | (13–5) |
| Barcelone   | 4–5    |           | 11–2    | –      | 10–1        | 3–5       | 8–2         | (13–5) |
| Gasteiz     | 4–11   | 4–8       |         | (2–7)  | 3–7         | 1–3       | 4–3         | (2–8)  |
| Jaca        | –      | (0–5)     | (3–1)   |        | (7–2)       | (5–6)     | –           | –      |
| Majadah.    | 1–9    | 2–3       | 1–4     | (0–10) |             | 1–12      | 3–5         | –      |
| Puigcerdà   | 5–3    | 7–5       | 8–2     | –      | 6–1         |           | 12–4        | (35–2) |
| Txuri-Urdin | 2–5    | 4–7       | 11–5    | (3–7)  | 8–2         | 5–15      |             | (2–5)  |
| Vielha      | (4–15) | –         | (5–8)   | (6–11) | (12–1)      | –         | (6–7)       |        |

### Classement
| # | Club        | Joués | V  | VP | VP | D | bp:bc | +/- | Points |
| - | ----------- | ----- | -- | -- | -- | - | ----- | --- | ------ |
| 1 | Puigcerdà   | 10    | 10 | 1  | 0  | 0 | 76:27 | +49 | 29 pts |
| 2 | Anglet      | 10    | 8  | 1  | 1  | 2 | 68:24 | +44 | 27 pts |
| 3 | Barcelona   | 10    | 6  | 0  | 1  | 3 | 60:42 | +18 | 19 pts |
| 4 | Txuri-Urdin | 10    | 3  | 0  | 0  | 7 | 46:70 | -24 | 9 pts  |
| 5 | Gasteiz     | 10    | 2  | 0  | 0  | 8 | 30:67 | -37 | 6 pts  |
| 6 | Majadahonda | 10    | 1  | 0  | 0  | 9 | 20:70 | -50 | 3 pts  |
| - | Jaca        | -     | -  | -  | -  | - | -:-   | -   | -      |
| - | Vielha      | -     | -  | -  | -  | - | -:-   | -   | -      |

### Meilleurs Pointeurs
Nota: B = buts, A = assistances, Pts = points, 

| # | Joueur | Équipe | B | A | Pts |
| - | ------ | ------ | - | - | --- |
| 1 |        |        |   |   |     |
| 2 |        |        |   |   |     |
| 3 |        |        |   |   |     |
| 4 |        |        |   |   |     |
| 5 |        |        |   |   |     |

## Séries Finales
Le premier tour se joue en matchs aller/retour tandis que le second tour et la finale se jouent au meilleur des trois matchs.

### Premier Tour
| Équipes     | 1 | 2 |
| Gasteiz     | 6 | 3 |
| Txuri-Urdin | 3 | 2 |

| Équipes     | 1 | 2  |
| Majadahonda | 1 | 1  |
| Barcelona   | 9 | 11 |

### Deuxième Tour
| Équipes   | 1 | 2 | 3 | Série |
| Anglet    | 5 | 5 | - | 2     |
| Barcelona | 2 | 3 | - | 0     |

| Équipes   | 1 | 2  | 3 | Série |
| Gasteiz   | 4 | 4  | - | 0     |
| Puigcerdà | 7 | 13 | - | 2     |

### Finale
| Équipes   | 1 | 2 | 3 | Série |
| Anglet    | 6 | 6 | - | 0     |
| Puigcerdà | 7 | 8 | - | 2     |

Le CG Puigcerdà est sacré champion d'Espagne pour la 5e fois de son histoire et pour la 3e fois consécutive. l'Hormadi d'Anglet pour sa première saison dans ce championnat parvient à se hisser en finale mais n'aura pas réussi à vaincre son rival catalan en quatre confrontations.

## Copa del Rey
Compte tenu des retraits en cours de saison des clubs de Jaca et de Vielha, il n'y a que six équipes inscrites dans cette compétition. Puigcerdà et Anglet, respectivement 1er et 2d de la première phase du championnat sont directement qualifiés pour le carré final.
Les quatre autres équipes s'affrontent sur une série au meilleur des trois matchs. Les deux vainqueurs sont qualifiés pour le carré final.
Le carré final se déroule les 29 et 30 mars 2008 à Puigcerdà.

### Premier Tour
| Équipes     | 1 | 2 | 3 |
| Barcelona   | 6 | 3 |   |
| Txuri-Urdin | 2 | 5 |   |

| Équipes     | 1 | 2  | 3 |
| Majadahonda | 3 | 2  |   |
| Gasteiz     | 5 | 13 |   |

### Demi-Finales
| Équipes   | 1 |
| Barcelona | 7 |
| Gasteiz   | 4 |

| Équipes   | 1 |
| Puigcerdà | 9 |
| Anglet    | 5 |

### Finale
| Équipes   | 1 |
| Barcelona | 2 |
| Puigcerdà | 6 |

Le CG Puigcerdà remporte la Copa del Rey pour la 9e fois de son histoire.